# Chrysiptera cyanea

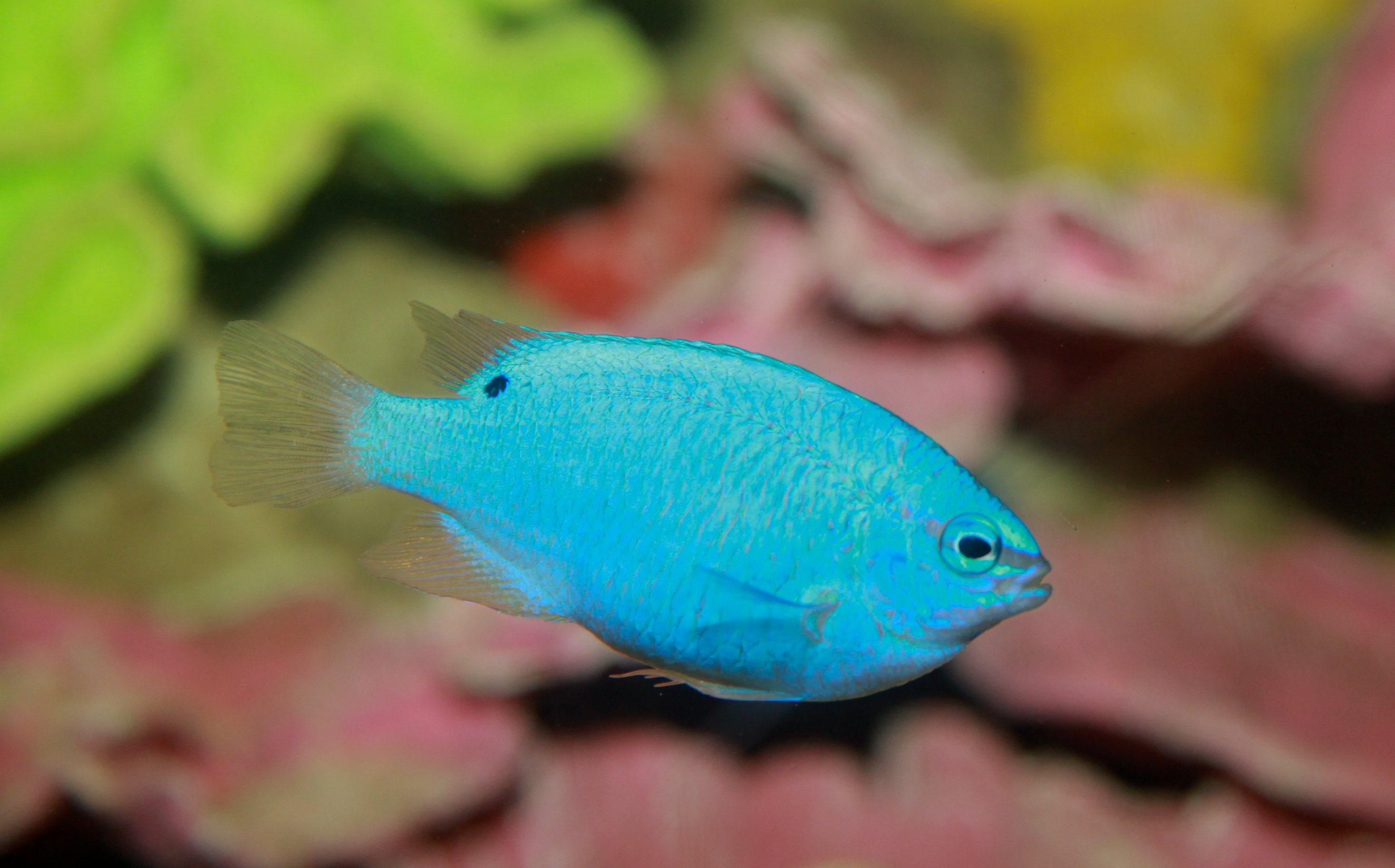
Chrysiptera cyanea hembra

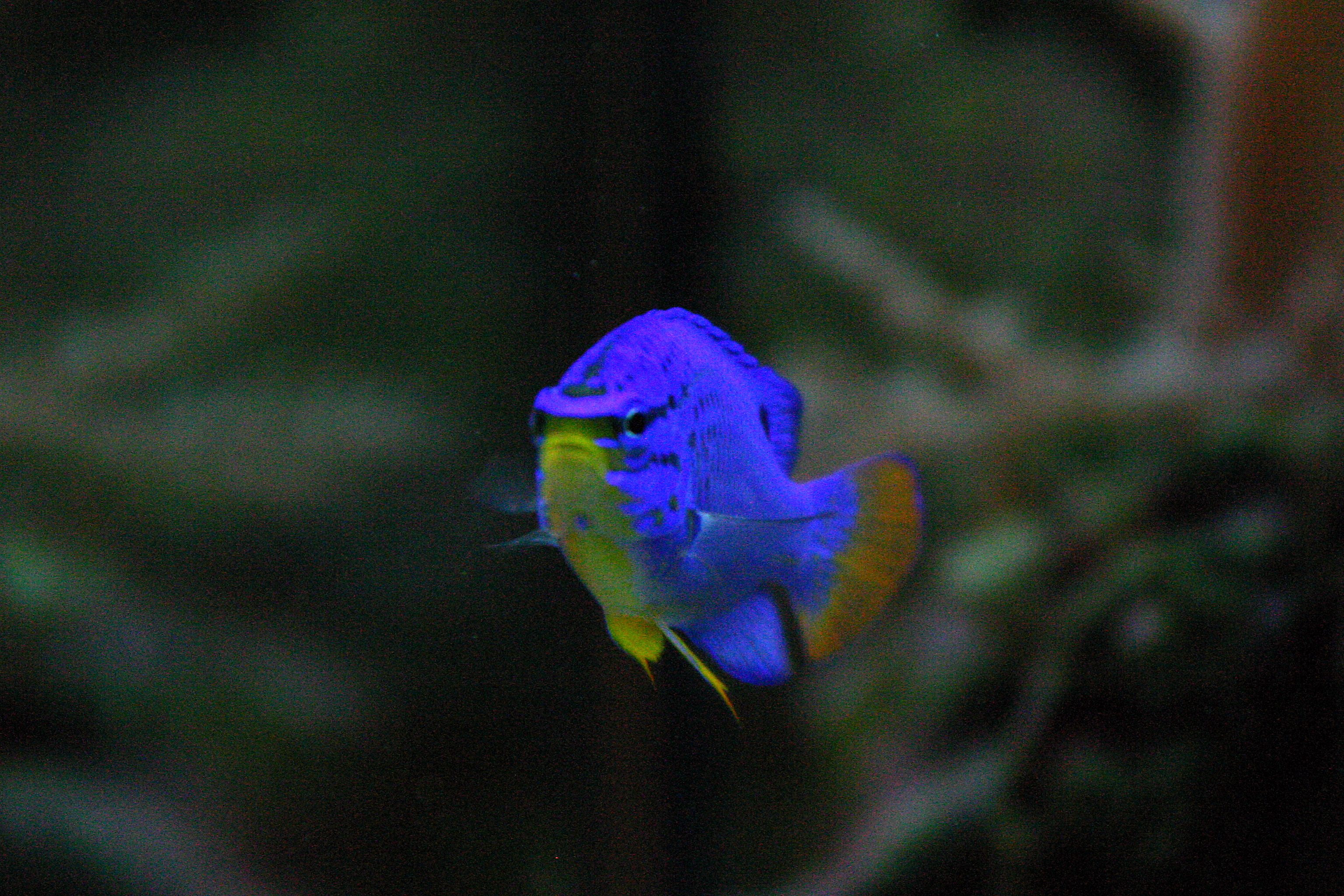
Chrysiptera cyanea macho

Chrysiptera cyanea es una especie de peces de la familia Pomacentridae en el orden de los Perciformes.
Su nombre común es damisela azul, en inglés se la denomina blue devil damsel, damisela diablo azul.

## Morfología
Los machos pueden llegar alcanzar los 8,5 cm de longitud total. Las hembras no sobrepasan los 6,5 cm. Perciforme, de forma alargada.  Su coloración es azul eléctrico. Las hembras y los machos jóvenes poseen una mancha negra en la base de la aleta dorsal. En el caso de los machos, de adultos la pierden y colorean de amarillo o naranja su aleta caudal.

## Alimentación
En la naturaleza se alimenta de zooplancton e invertebrados bentónicos.

## Reproducción
Presenta dicromatismo y dimorfismo sexual, como se reseña en el apartado de morfología. Son ovíparos, sus huevos son demersales y se adhieren al sustrato. Los machos los cuidan y airean para proporcionarles oxígeno.

## Hábitat
Es un pez de mar que habita arrecifes entre 1 y 10 metros de profundidad. Se le encuentra en grupos entre rocas y corales de lagunas protegidas y arrecifes horizontales.

## Distribución geográfica
Se distribuye por el océano Indo-Pacífico, desde el extremo oriental del océano Índico, norte de Australia, Indonesia, Taiwán, Filipinas, hasta las islas Marianas, Solomon, Carolinas y Samoa.

## Mantenimiento
Es un pez especialmente resistente a condiciones adversas en cuanto a la calidad del agua. Acepta todo tipo de alimento: artemia y mysis congelados, escamas, gránulos, etc.
Deberemos mantener un único ejemplar en el mismo acuario, ya que es muy agresivo, tanto con los de su especie, como con otros peces de menor tamaño. Es de las especies que trataremos de introducir en el acuario una vez introducidas las demás, con el fin de reducir su agresividad.
No obstante, se puede mantener un grupo si lo introducimos al tiempo en el acuario y siempre que no haya en él más de un macho.